# Rapaggio
Rapaggio is een gemeente in het Franse departement Haute-Corse (regio Corsica) en telt 19 inwoners (2009).

## Geografie
De oppervlakte bedraagt 2,56 km², de bevolkingsdichtheid is dus 7,4 inwoners per km².

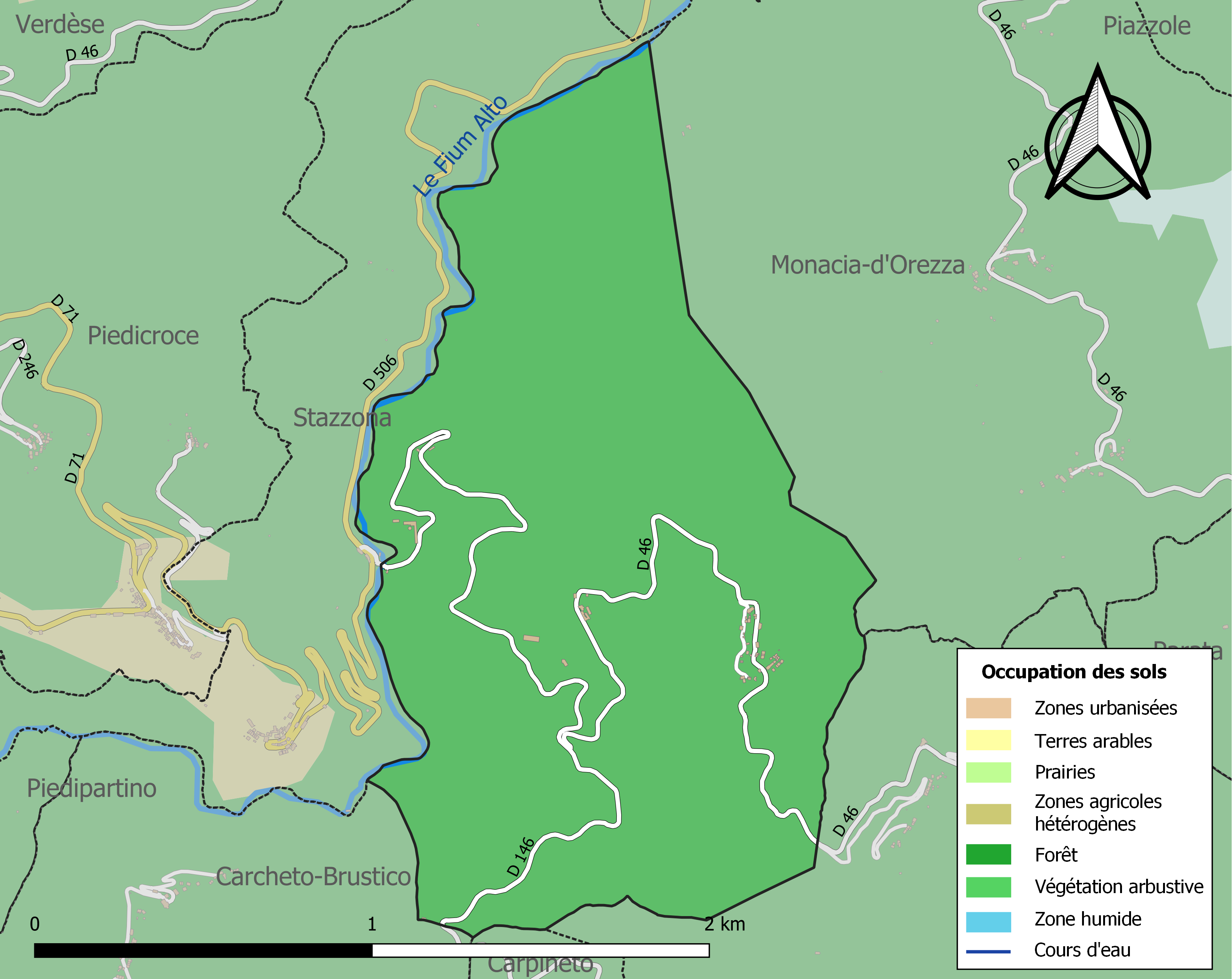
Kaart van de gemeente met de belangrijkste infrastructuur, bodemgebruik en omliggende gemeenten

Rapaggio ligt in het Castagniccia en behoorde tot de pieve (een oude Corsicaanse bestuurlijke eenheid) Orezza, waarvan de hoofdplaats Pedicroce was. Op het grondgebied van de gemeente liggen naast het dorp Rapaggio (Rapaghju in het Corsicaans) ook het gehucht Granajola en de waterfabriek van Orezza. 

## Verkeer
De departementale weg D46 verbindt Rapaggio met de D506 beneden in het dal van de Fium Alto. Via de D506 is zowel de kust in het oosten als Piedicroce te bereiken. De D46 zorgt eveneens voor de ontsluiting van de bewoonde plaatsen van de buurgemeente Valle-d'Orezza. Via de D146, een afsplitsing van de D46 is de buurgemeente Carpineto, de D71 en de Col d'Arcarota te bereiken.

## Demografie
Onderstaande figuur toont het verloop van het inwonertal.
Vanwege een beveiligingsprobleem met de MediaWiki Graph-software is het momenteel niet mogelijk deze grafiek weer te geven. Zodra de software is bijgewerkt zal de grafiek vanzelf weer zichtbaar worden.